# Vandalia (Michigan)
Pour les articles homonymes, voir Vandalia.
Le village de Vandalia est situé dans le comté de Cass, dans l’État du Michigan, aux États-Unis. Sa population s’élevait à 301 habitants lors du recensement de 2010, estimée à 290 habitants en 2017.

## Source
- (en) Cet article est partiellement ou en totalité issu de l’article de Wikipédia en anglais intitulé « Vandalia, Michigan » (voir la liste des auteurs).